# Paradoxo do Alabama
O Paradoxo do Alabama é um paradoxo eleitoral descoberto nos Estados Unidos da América após o recenseamento de 1880. O Paradoxo do Alabama surge quando, apesar de se aumentar o número total de lugares de um órgão eleito, uma das divisões territoriais perde um lugar adquirido anteriormente.

## História
A situação real que motivou a descoberta foi detectada por C. W. Seaton, funcionário responsável pelo censo, que calculou o número de representantes que cada estado deveria enviar para o parlamento. Havia como hipótese um número total de parlamentares entre 275 a 350. Seaton deu-se conta de uma situação paradoxal quando verificou que, aplicando o método de Hamilton, se o Congresso tivesse 299 representantes, o estado de Alabama ficaria com 8 representantes, mas se fossem 300 este estado ficaria apenas com 7, o que é absurdo.
O resultado é uma consequência directa do sistema de cálculo utilizado para atribuir os lugares, que utilizava o contingente proporcional (número de eleitores/número de lugares) e a atribuição de lugares residuais a quem tivesse obtido os maiores restos.
Demonstra-se, com este método de cálculo, que o aumento de um lugar disponível poderá causar a perda de um lugar, dando assim origem ao paradoxo. Para mitigar o efeito paradoxal, usam-se hoje sistemas de cálculo de "proporções correctas".
Todavia em 1982 Balinsky e Young demonstraram que com qualquer método de subdivisões, com pelo menos sete lugares e quatro regiões/estados, o paradoxo é inevitável.
É ainda demonstrável que existem três paradoxos, o do Alabama, o paradoxo da população e o paradoxo do novo estado dos quais pelo menos um está presente em qualquer sistema de subdivisões.

## Exemplo numérico
Eis um exemplo simplificado do paradoxo do Alabama. Nesta situação há três estados e 10 lugares para distribuir.
| Estado | Dimens. | Proporção | Lugares |
| ------ | ------- | --------- | ------- |
| A      | 6       | 4.286     | 4       |
| B      | 6       | 4.286     | 4       |
| C      | 2       | 1.429     | 2       |

E se os lugares passarem a 11:
| Estado | Dimens. | Proporção | Lugares |
| ------ | ------- | --------- | ------- |
| A      | 6       | 4.714     | 5       |
| B      | 6       | 4.714     | 5       |
| C      | 2       | 1.571     | 1       |

Enquanto A e B guardam um lugar, a quota atribuída a C decresce de 2 para 1.